# Agustín Casanova
Pour les articles homonymes, voir  Casanova.
Agus Casanova est un chanteur et acteur uruguayen né le 14 décembre 1993 à Montevideo en Uruguay. Il est connu pour avoir été le chanteur du groupe de cumbia pop Márama de 2014 à 2017, et pour avoir interprété le rôle de Dante Guerrico dans la série télévisée Simona en 2018.

## Biographie
Agustín est né le 14 décembre 1993 à Montevideo et a vécu une grande partie de sa vie dans le quartier Cordón. Il est le fils de Lourdes et de Daniel Casanova, et a deux sœurs plus grandes que lui, Lucia et Soledad. Il possède aussi une mascotte[Quoi ?] appelée Mara.
En 2017, il commence à jouer dans la série télévisée argentine Simona, ce qui le conduit à vivre en Argentine et plus précisément dans la résidence Nordelta à Buenos Aires.
En 2020, il a été juge de l'émission de talents Got Talent Uruguay, présentée par Natalia Oreiro et diffusée sur Canal 10.

## Carrière

### Chanteur
Depuis toujours, Agustín Casanova est passionné par la musique. Pour réaliser son rêve de pouvoir un jour travailler de sa passion, il décide, en parallèle de ses études d'informatique et de son travail d'animateur de fêtes pour enfants, d'enregistrer des reprises, qu'il met en ligne sur YouTube.

#### Avec le groupe Márama
En 2014, Fer Vazquez repère Agustín Casanova grâce à ses vidéos sur Youtube, et lui propose de former un groupe de cumbia dont il sera le chanteur. La popularité grandissante de ce groupe, Márama , lui offre la possibilité de chanter dans des concerts dans son pays tout d'abord, puis en Argentine, au Chili, au Paraguay, au Mexique, en Bolivie. Il se produit également avec le groupe dans de très grands événements tels que le mariage de Lionel Messi, celui d'Antoine Griezmann à Tolède en Espagne ou le festival de Viña del mar en 2017.
Après plus de trois ans, le groupe devient de moins en moins actif, et finit par se séparer définitivement début 2018.

#### Carrière solo
En 2018, à la suite de la séparation du groupe, Agustín Casanova décide de continuer sa carrière de chanteur en tant que soliste. Il se présente dorénavant dans les concerts comme « Agustín Casanova ». Dès le début, il reçoit plusieurs propositions pour faire des collaborations d'artistes internationaux tels que Chyno Miranda, Abraham Mateo, Mau y Ricky, Carlos Baute, Marcela Morelo, ou encore pour participer à des événements comme les 60 ans de Alejandro Roemmers au Maroc, le Latin Music Showcase organisé par Billboard au Mexique et le mariage du footballeur uruguayen Diego Godín[réf. souhaitée].

### Acteur
En 2016, il participe à un film retraçant le parcours de Márama et Rombai où il interprète son propre rôle. Ce film est disponible sur Netflix sous le titre Márama y Rombai : El viaje.
Un an plus tard, la télévision uruguayenne décide de réaliser un documentaire sur sa vie et sa carrière. Le programme Idolos : Agustín Casanova est diffusé le 14 juin 2017.
En 2017, il fait sa première apparition dans une série télévisée, en jouant son propre rôle dans la série mexicaine Mi marido tiene familia.
En 2019, il fait une apparition dans la série télévisée Millennials.
La même année, il fait ses débuts au théâtre en tant que protagoniste de la pièce Aladin, será genial. Il interprète le rôle d'Aladdin du lundi au vendredi pendant les vacances d'hiver de juillet.

#### Simona(série télévisée)
En ce qui concerne sa carrière d'acteur, Agustín Casanova est principalement connu pour avoir joué le rôle de Dante Guerrico dans la série télévisée Simona. En effet, il annonce le 29 septembre 2017 qu'il participera à la série de Canal 13, et que celle-ci sera diffusée dès janvier 2018. Dès le début de la diffusion, il réussit à captiver le public alors qu'il n'est qu'un des personnages secondaires[réf. nécessaire]. Cette réussite ne fait qu'augmenter et son personnage prend de plus en plus d'importance avec le temps, pour finalement terminer au centre de l'histoire et faire de celui-ci un des protagonistes principaux.

### Showmatch

#### Bailando 2016
En 2016, il participe pour la première fois au programme Bailando avec la danseuse Josefina Oriozabala. Après le rythme libre, il doit abandonner pour des raisons professionnelles en relation avec son groupe Márama.

#### Bailando 2017
Un an après avoir participé au programme Bailando, Agustín Casanova est appelé pour remplacer Pedro Alfonso et danser avec Florencia Vigna. Sa première apparition se fait au moment de l'épreuve de salsa en trio avec Pedro et Flor. Il décide à nouveau de quitter l'émission, mais cette fois-ci pour des raisons personnelles.

## Discographie

### Márama
Le CD de Márama intitulé Todo comenzó bailando est sorti le 16 novembre 2015.
| No  | Titre                            | Durée |
| --- | -------------------------------- | ----- |
| 1.  | Nena                             | 2:11  |
| 2.  | Loquita                          | 2:25  |
| 3.  | No te vayas                      | 2:19  |
| 4.  | Todo comenzó bailando            | 2:26  |
| 5.  | Bronceado                        | 2:17  |
| 6.  | Una noche contigo (ft.Rombai)    | 2:41  |
| 7.  | Tal vez                          | 3:07  |
| 8.  | Te amo y odio                    | 2:55  |
| 9.  | Volverte a ver                   | 2:40  |
| 10. | Te conozco (ft.Rombai)           | 2:20  |
| 11. | Noche loca                       | 2:58  |
| 12. | No te vayas (version acoustique) | 3:09  |

Le groupe ne sortira pas de second CD, mais plutôt une suite de singles entre 2016 et 2017.
| No | Titre                      | Durée |
| -- | -------------------------- | ----- |
| 1. | Era tranquila              | 2:51  |
| 2. | Lo intentamos              | 3:15  |
| 3. | Pasarla bien               | 3:31  |
| 4. | La quiero conocer          | 4:14  |
| 5. | Vive y disfruta            | 3:06  |
| 6. | Que rico baila (ft.Rombai) | 3:04  |

### Agustín Casanova (solo)
En 2018, Agustín Casanova décide de sortir une suite de single qui devrait faire partie de son premier album en solo.
| No | Titre                                       | Durée |
| -- | ------------------------------------------- | ----- |
| 1. | Ando buscando (ft.Chyno Miranda)            | 3:28  |
| 2. | Bailoteame (ft. Abraham Mateo et Mau&Ricky) | 3:45  |
| 3. | Sin Regreso                                 | 2:59  |
| 4. | Bye Bye                                     | 2:27  |
| 5. | Solito Solo (by. Lérica et "Danny Romero")  | 3:10  |

## Filmographie
- Márama y Rombai : El viaje (2016) : son propre rôle.
- Idolos : Agustín Casanova (2017) : son propre rôle.
- Mi marido tiene familia (2017) : son propre rôle.
- Simona (2018) : Dante Guerrico.
- Millennials (2019)
- Got Talent Uruguay : son propre rôle (jurée).

## Distinctions
Agustín Casanova a été nommé et a gagné différents prix avec son groupe puis en solo.

### Márama
- Premios Gardel (2017)[15] : Mejor album tropical.
- Viña del mar (2017)[5] : Gaviota de oro / de plata.

### Agustín Casanova
- Kids choice awards Argentina (2016) : Chico Trendy.
- Kids choice awards Argentina (2017) : Chico Trendy.
- Kids choice awards Argentina (2018) : Actor favorito.
- Los más vistos (2018)[16] : Premio especial.